# Толока
Толо́ка (толока́, новг.-псков., твер. толо́ка; юж.-рус. тало́ка; новг., твер. по́мочи, помог(т)чи; бел. талака́, баш. өмә) — изначально работа крестьян сообща, форма деревенской взаимопомощи, имевшая место в таких странах как Россия, Украина, Беларусь, Эстония, Латвия и Литва. Её организовывали в деревне для выполнения срочных работ, требующих большого количества работников: сбор урожая, вырубка леса, сооружение домов и т. д. Иногда толоку использовали для проведения общественных работ (строительство церквей, школ, дорог, уборку мусора и т. п.).

## Этимология и значение
В. Даль приводит значение для слова толока́ (толо́к) — расчищенное место для молотьбы, ток; «потрава скотом на корню и вытолочение трав, полей, хлеба». Толокой в украинском языке ранее называли вообще пастбище. В 11-томном толковом словаре украинского языка кроме значения совместных работ для слова «толока» зафиксированы значения: поле под паром, отведённое для выпаса скота; свободное место близ селения, используемое молодёжью для гуляний.
Славянский термин толока некоторые лингвисты считают заимствованием из балтийских языков (возможно, из литовского).
Фасмер считает, что толока и толочь произошли от одного корня. В Историко-этимологическом словаре современного русского языка приводится следующая этимология: толочь < ст.‑слав. тлѣциі < о.-слав. *Tolkti < и.-е. *telek- (: *telk-) — «толочь», «толкать». Представлено только балто-славянскими и кельтскими языками.

## Описание
«Совместные помочи» или «толока» обычно проходили для достаточно больших работ, когда одному это долго делать или вообще невозможно. Обычно толокой делали: вырубку места под новый дом для погорельца; дожинки жита; мятие и трепание льна и конопли; вывоз в поле навоза («навозница»); подъём сруба («вздымки», «сдымки»); сооружение глинобитной печи («печебитье»), заготовку квашеной капусты на зиму («капустки»); изготовление пряжи («супрядки»). На Полесье толоку обычно организовывали при уборке урожая, возведении мостов, мельниц, запруд, больших построек, при заготовке сена, вывозе деревьев из леса, навоза в поля, рытье прудов, колодцев и других крупных работах, для помощи вдовам, сиротам, солдаткам, безлошадникам.
Начинались помочи с приглашения помочан хозяином. Вместо приглашения самим хозяином могло быть и решение общины о проведении помочей в пользу человека, нуждавшегося в коллективной поддержке. Продолжительность работы на помочах в одних районах была чётко определена обычаем, в других — менялась в зависимости от обстоятельств.
В толоке односельчане работали сообща, вместе, добровольно и бесплатно. Обычно тот, для которого работали, угощал работников. Также обычным делом было окончание толоки народными гуляньями с танцами и толочными песнями.
В период действия крепостного права толока использовалась как дополнительная повинность для крепостных крестьян. Как крепостная повинность была ликвидирована в Российской империи в 1847—1848 годах. Похожие обычаи общего труда существовали и существуют во многих народах мира, например, у представителей европейских народов, переселившихся в Америку (англ. Barn raising).
Обычай являлся общим для славян — у белорусов и поляков он называется так же — талака́ и tłoka соответственно, а у великороссов, кроме собственно названия толока, используются в разных местностях и другие варианты: супря́дки, по́мочь и др. Слово «толока» имеет большое распространение на юге России, в Беларуси и на Украине, тогда как на Русском Севере и в Сибири больше употребляют слово «помочь».
В России у татар и башкир такая традиция называется «омэ» или «ума» (тат. и баш. өмә), у чувашей — «ниме», у осетин — «зиу».
Башкирский народный обычай коллективной взаимопомощи «ума» является одной из норм взаимоотношений в национальной общине. Наиболее значимой формой «ума» являлся коллективный труд по благоустройству селений, строительству дорог и мостов, возведению мечетей и др., в котором участвовали в основном мужчины. Решение по его организации принимало собрание аксакалов - (аҡһаҡалдар ҡоро). Важное значение в жизни башкирской махалли имела «ума» при пожаре и др. стихийных бедствиях, проведении свадебных и погребальных обрядов. На «ума» при заготовке леса, строительстве дома, бани, амбара, вспашке, сенокосе, жатве, обмолоте снопов с помощью лошадей и др. созывали мужчин. Женщины собирались для совместной домашней работы: кошмоделия, сукноделия (тула баҫыу өмәһе), ткачества, обработки шерсти, размягчения холстов, прядения шерстяных (орсоҡ иләүөмәһе), коноплянных (киндер иләүөмәһе) и льняных (етен иләү өмәһе) нитей и вязания, подготовки приданого и т.д. В ряде районов Башкортостана сложился обычай взаимопомощи «каз умахэ». Заготовкой мяса, стрижкой овец, жатвой, молотьбой и др. видами работ занимались как мужчины так и женщины. Башкирский обычай «ума» частично сохранился и встречается у башкир в позднем видоизмененном варианте, когда отдельная семья для выполнения срочной работы (заготовка леса, строительство дома, сенокос, жатва, обмолот и др.) приглашает родственников и соседей.
В современной культуре слово толока употребляется для обозначения каких-либо гражданских или массовых проектов. В частности, на Первом национальном канале украинского телевидения так называлось социальное-политическое ток-шоу. Яндекс.Толока — мобильное приложение для выполнения пользователями по заказу простых видов работ за небольшую оплату.